# Indisk sibetkatt
Indisk sibetkatt (Viverra zibetha) är ett rovdjur i familjen viverrider som förekommer i Sydostasien. I Indien lever den trots namnet bara i delstaten Assam. För att skilja arten från liten indisk sibetkatt (Viverricula indica) kallas den ibland stor indisk sibetkatt eller asiatisk sibetkatt. I äldre avhandlingar förekommer även namnet desmankatt.
Artepitet zibetha i det vetenskapliga namnet är ett under Antiken i Medelhavsområdet vanligt namn för sibetolja.

## Utseende och anatomi
Pälsen har en grå grundfärg (ibland med en gul skugga) med många svarta prickar eller strimmor på kroppen som hos vissa individer kan vara otydliga. På varje sida av halsen finns vanligen tre svarta och två vita strimmor men även här varierar individerna stark. Svansen kännetecknas av flera svarta ringar och nosens spets är vit. Indisk sibetkatt är en stor medlem av sin familj. Kroppslängden ligger mellan 50 och 95 cm och därtill kommer en 38 till 59 cm lång svans. Vikten varierar mellan 3,4 och 25 kg men de flesta individerna väger mellan 5 och 11 kg.

## Utbredning, habitat och underarter
Artens utbredningsområde ligger i Sydostasien och sträcker sig från Nepal över östra Indien (Assam) och centrala Kina till Indokina och Malackahalvön. Indisk sibetkatt lever i olika sorters skogar samt i odlade områden och den vistas även i andra habitat som gräsmarker och buskmarker. Den förekommer vanligen från 400 till 1 000 meter över havet, sällan ner till 200 meter.
Enligt Wozencraft (2005) skiljs mellan fem underarter:
- V. z. zibetha (Linné, 1758) hittas i Nepal, Bhutan och övre Bengalen.
- V. z. ashtoni (Swinhoe, 1864) lever i södra Kina.
- V. z. picta (Wroughton, 1915) förekommer i Assam.
- V. z. hainana (Wang and Xu, 1983) lever på Hainan.
- V. z. pruinosus (Wroughton, 1917) finns på Malackahalvön.

Underarternas taxonomi behöver en revision. Till exempel anses den 1997 av Sokolov, Rozhnov och Pham Chong ny beskrivna arten Viverra tainguensis, som lever i Vietnam, vara identisk med indisk sibetkatt.

## Ekologi
Indisk sibetkatt är främst köttätare och äter även några växtdelar. Födan utgörs bland annat av fåglar, groddjur, små däggdjur, ormar, fiskar, kräftdjur och ägg samt av frukter och rötter.
Detta rovdjur är aktivt på natten och lever vanligen ensam. Det vistas främst på marken men har bra förmåga att klättra på träd. På dagen vilar indisk sibetkatt i underjordiska bon som grävdes och lämnades av andra djur. Varje individ har ett 1,7 till 5,4 km2 stort revir som markeras vätska från analkörtlarna.
Honor kan para sig hela året och per år förekommer vanligen två kullar. I genomsnitt föds fyra ungar per kull. Födelsen av de blinda ungarna sker i den underjordiska bon eller bland tät vegetation. Efter cirka tio dagar öppnar ungarna ögonen och efter ungefär en månad slutar honan med digivning. Hannen deltar inte i ungarnas uppfostring. Den äldsta kända individen i fångenskap blev nästan 22 år gammal.

## Hot och skyddsåtgärder
Indisk sibetkatt jagas och fångas med fällor för köttets skull och beståndet påverkas även av förvildade hundar. Det största hotet är däremot habitatförstörelsen genom avskogning. I flera stater i utbredningsområdet är arten skyddad enligt lag men trots allt säljs den där på marknader. Indisk sibetkatt lever i några naturskyddsområden. IUCN uppskattar att beståndet minskade med 30 procent under de senaste tre generationer och listar arten som nära hotad (NT).